# Nicole Girard-Mangin
Nicole Girard-Mangin (Paris, 11 de outubro de 1878 – 6 de junho de 1919) foi a primeira mulher médica a servir no Exército Francês. Ela desempenhou vários papéis durante toda a Primeira Guerra Mundial. Girard-Mangin também era especialista em tuberculose.

## Início de vida
Mangin nasceu em Paris em 11 de outubro de 1878. Ambos os pais eram de Varennes-en-Argonne, na região nordeste da França. Seu pai era professor escolar.
Mangin começou a estudar medicina em 1896. Em 1899, ela casou-se com André Girard, adotando seu sobrenome ao lado do seu como Girard-Mangin. Ela interrompeu seus estudos para ajudar seu marido nos vinhedos da família dele na região de Champagne. Após o filho do casal nascer, decidiram divorciar-se.  Girard-Mangin retomou seus estudos e apresentou sua tese em 1909. Ela se especializou em tuberculose e doenças contagiosas, posteriormente abriu uma clínica e iniciou uma pesquisa sobre câncer.

## Primeira Guerra Mundial

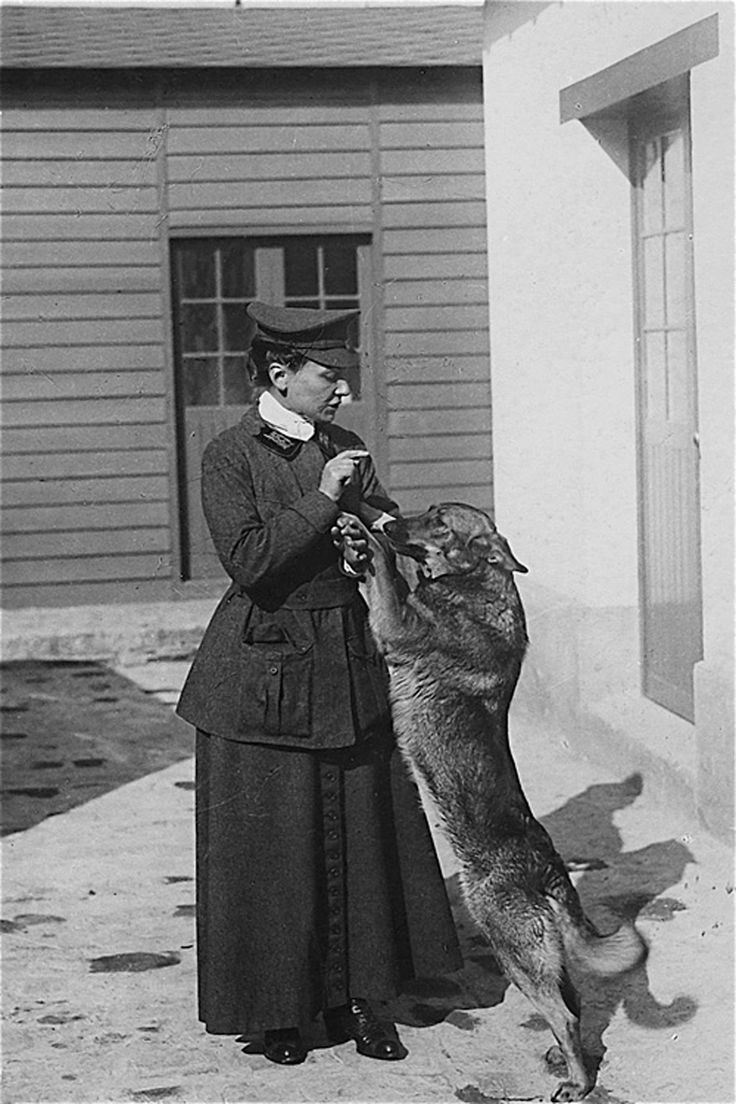
Girard-Mangin brincando com seu cachorro Dun.

No início de agosto de 1914, os militares franceses estavam se mobilizando em todo o país. A França estava chamando o máximo de soldados, enfermeiras e médicos que podia antes da guerra, que poderia começar a qualquer momento. Girard-Mangin, que ainda usava o sobrenome do seu ex-marido, foi chamada. Pode ter havido um erro em sua papelada, o que levou um funcionário a pensar que estava ligando para um médico de nome Dr. Gerard Mangin. Mesmo assim, sua papelada estava em ordem e, como resultado, ela se tornou a primeira médica do Exército Francês; no entanto, ela não tinha uma patente oficial ou o salário de um médico.
Seu primeiro posto foi em um antigo spa de saúde em Bourbonne-les-Bains, onde seu superior não aprovava que uma mulher fosse médica ali. Ele escreveu diversas vezes para a sede solicitando que Girard-Mangin fosse removida do posto. Seus pedidos foram recusados sistematicamente, pois o exército francês ainda tinha uma enorme escassez de médicos qualificados. Uma semana depois de chegar no local ela atendeu seus primeiros pacientes, vários soldados feridos.
Em novembro, Girard-Mangin foi realocada para um hospital militar em Verdun, onde ficou até fevereiro de 1916.:191 Recebeu também a primeira patente, como Médica Auxiliar, mas a sua remuneração manteve-se ao nível das enfermeiras.
Em Verdun ela cuidou de pacientes com febre tifoide. No entanto, a partir de fevereiro de 1916, o exército alemão iniciou um ataque inesperado na região de Verdun. Os alemães fizeram grandes avanços em um curto período de tempo. Tornou-se evidente que o hospital onde Girard-Mangin estava trabalhando logo seria capturado pelas forças inimigas. Ela conseguiu escapar junto com todos os seus pacientes. Durante a evacuação, Girard-Mangin foi ferida quando um estilhaço quebrou a janela do veículo em que ela estava.
Posteriormente, ela confrontou seu oficial superior por causa de sua falta de patente e salário. Após vários meses, Girard-Mangin foi elevada à patente de Major, 2ª classe, e recebeu seu pagamento atrasado. Em 1917, ela foi promovida ao posto de Capitã e foi nomeada diretora do programa de treinamento de enfermeiras do Hospital Edith Cavell em Paris.
Enquanto esteve em Paris, Girard-Mangin fez campanha pela União Francesa pelo Sufrágio Feminino. Ela também participou das sessões da Cruz Vermelha Americana sobre tuberculose.

## Morte
Girard-Mangin faleceu em 6 de junho de 1919 devido a uma suposta overdose. Seu biógrafo sugeriu que ela estava sofrendo de um câncer incurável e queria interromper seu sofrimento. Ateia, Girard-Mangin recebeu um funeral civil. Ela foi cremada no Cemitério do Père Lachaise, e suas cinzas foram enterradas na tumba da família em Saint-Maur-des-Fossés.